# Michaela Čulová
Michaela Čulová (14 febbraio 1991) è un'ex calciatrice ceca, di ruolo difensore.

## Carriera

### Club
Čulová ha iniziato la sua carriera nel 2000 con l'FK Bílina, prima di tesserarsi con il Fotbalový Klub Teplice nel 2004. Ha giocato tre anni nelle giovanili dell'FK Teplice, fino al 2007, anno in cui per ragioni anagrafiche deve trasferirsi in una società di calcio femminile.
Nel 2007 riesce a trovare un accordo con lo Athletic Club Sparta Praha fotbal (femminile) dove accresce significativamente la sua esperienza giocando nella I. liga žen, il massimo livello del campionato di calcio femminile ceco, riuscendo a conquistare quattro scudetti consecutivi. Nella primavera del 2012 un grave infortunio la costringe a saltare le ultime partite di campionato, anch'esso conquistato dalla compagine femminile dello Sparta Praga. Per favorire la sua riabilitazione viene ceduta in prestito al Bohemians Praga che in quel momento milita nella II. liga žen (secondo livello nazionale) dove contribuisce a far conquistare alle biancoverdi la promozione nella massima serie.
A fine prestito ed il suo ritorno nell'estate del 2013 allo Sparta Praga, decide di accettare la proposta dello Sportverein Neulengbach, società austriaca pluriscudettata e fresca vincitrice della ÖFB Frauen Bundesliga, il massimo livello del campionato di calcio femminile austriaco. Con la società di Neulengbach, pur riuscendo a scendere in campo in sole quattro partite, contribuisce ancora una volta a conquistare lo scudetto. Al termine della stagione 2013-2014 decide di fare ritorno in Repubblica Ceca sottoscrivendo un nuovo contratto con la sua prima società ceca, lo Sparta Praga.

### Nazionale
Čulová viene convocata nelle giovanili della Nazionale ceca già dai 15 anni, prima nella Under-17 e, scaduti i termini d'età, nella Under-19. Il debutto in maglia rossa avviene il 5 novembre 2007, in occasione della partita giocata contro la Spagna Under-17, primo turno di qualificazione al Campionato europeo femminile Under 17 di calcio 2008, match pareggiato per 1 a 1. con l'U-17 colleziona sei presenze avendo all'attivo anche un gol, con l'U-19 cinque presenze.
Convocata nella nazionale maggiore, fa il suo esordio il 3 giugno 2011 scendendo in campo nella partita contro la Nigeria.

## Palmarès

### Club
- Campionato austriaco: 1

Neulengbach: 2013-2014
- Campionato ceco: 5

Sparta Praga: 2007-2008, 2008-2009, 2009-2010, 2010-2011, 2011-2012
- Pohár Komise fotbalu žen or Pohár KFŽ: 5

Sparta Praga: 2007-2008, 2008-2009, 2009-2010, 2010-2011, 2011-2012
- II. liga žen: 1

Bohemians Prague: 2012-2013